# Jowell & Randy
Jowell & Randy (noto anche come Jowell y Randy) è un duo musicale portoricano formatosi nel 2002. È costituito dai cantanti Joel Muñoz e Randy Ortiz.

## Storia del gruppo
Il primo album in studio del duo, intitolato Los más sueltos del reggaetón, è stato pubblicato nel 2007 e ha venduto oltre 30 000 unità in suolo statunitense, dove è oro. Sono stati più fortunati i dischi El momento e Viva el perreo (anch'esso oro), poiché si sono entrambi collocati all'interno della graduatoria album di Billboard.
Nel 2015 hanno dato al via alla tournée Doxisland USA Tour, concentrata negli Stati Uniti.
La loro prima entrata nella Hot 100 è divenuta Safaera, una collaborazione con Bad Bunny, certificata ventuno volte platino latino dalla Recording Industry Association of America e triplo platino dalla Productores de Música de España.

## Discografia

### Album in studio
- 2007 – Los más sueltos del reggaetón
- 2010 – El momento
- 2013 – Sobredoxis
- 2020 – Lost in Time
- 2020 – Viva el perreo
- 2024 – Viva la musik
- 2024 – Mazorkeo.com

### Mixtape
- 2013 – Doxis: The Mixtape
- 2014 – Pre-Doxis
- 2016 – La alcaldía del perreo

### Singoli
- 2012 – Sobredoxis
- 2012 – El funeral de la canoa
- 2013 – Sobredoxis de amor
- 2013 – Bailalo a lo loco
- 2014 – Las nenas lindas
- 2014 – Living in Your World
- 2014 – Lo que quiero
- 2014 – Vamo a busal
- 2015 – La super chapiadora
- 2015 – Las menores
- 2016 – Guadalupe
- 2016 – Bad Boys (feat. Alexis & Fido)
- 2017 – Bonita (con J Balvin)
- 2018 – Sensual Inspiration (con Farruko)
- 2018 – No te quedes en casa (con Gaviria)
- 2018 – One Puff (con B-Case e Iyaz)
- 2018 – Que tu quieres (con Ñejo y Dálmata)
- 2018 – Contacto (con Anonimus e Tito El Bambino)
- 2018 – Me gustaría (con Sech, Justin Quiles e Dímelo Flow)
- 2018 – Ya no te quiero (con Divino)
- 2019 – Dile la verdad (con Manuel Turizo)
- 2019 – Enamórate (con J Álvarez)
- 2019 – Lo que estás pensando (con El Micha)
- 2019 – Hay que celebrar (con Brray)
- 2019 – Pa' mí (con Kevin Roldán)
- 2019 – Hambre (con De La Ghetto)
- 2019 – Te olvidaste (con Cazzu)
- 2019 – Plácido
- 2019 – Washa Bam
- 2019 – Vamo a prender (con Quimico Ultra Mega)
- 2020 – Tú ta loca (feat. Jowell & Randy)
- 2020 – Le creo (con Sky Rompiendo e Feid)
- 2020 – El meneo (con Tito El Bambino)
- 2020 – Payasita (con El Coyote the Show e Cauty)
- 2020 – Tchuky tchuky (con Cabrera e Jerry Smith)
- 2020 – Anaranjado (con J Balvin)
- 2021 – C.U.L.O. (con Anonimus)
- 2021 – Ojitos chiquitos (con Rafa Pabön)
- 2021 – Suelta (con Valentino)
- 2021 – Dímelo Shorty (con Nacho)
- 2021 – La desean (con Carlos Arroyo e Brray)
- 2021 – MMC (con Dímelo Flow, Dalex, Justin Quiles e Lenny Tavárez)
- 2022 – Ruleteo (con Kiko El Crazy)
- 2022 – 20 aniversario
- 2022 – S.Q.L.O (con Nesi)
- 2022 – Toro
- 2022 – Si te pillo (con Wisin & Yandel)
- 2023 – En la intimidad (con Nicky Jam)
- 2023 – Copas (con Maluma)
- 2023 – ID (con Young Miko)
- 2023 – Si tú la ves (con Lenier)
- 2023 – Baja sube sube (con Wisin)
- 2023 – Si tú me llamas (con YNG Lvcas e Santa Fe Klan)
- 2024 – BYK (con Santana the Golden Boy e Brray)
- 2024 – Triple S (con J Balvin e De La Ghetto)
- 2024 – Sicaria (con Mel Granda e Poo Bear)
- 2024 – Obli se chi (feat. Dei V)
- 2024 – Fendi (con Ryan Castro)
- 2024 – Lágrimas (con Cultura Profética)
- 2024 – X-100
- 2025 – GPS (con DFZM e Jombriel)